# Alyssa Nicole Pallett

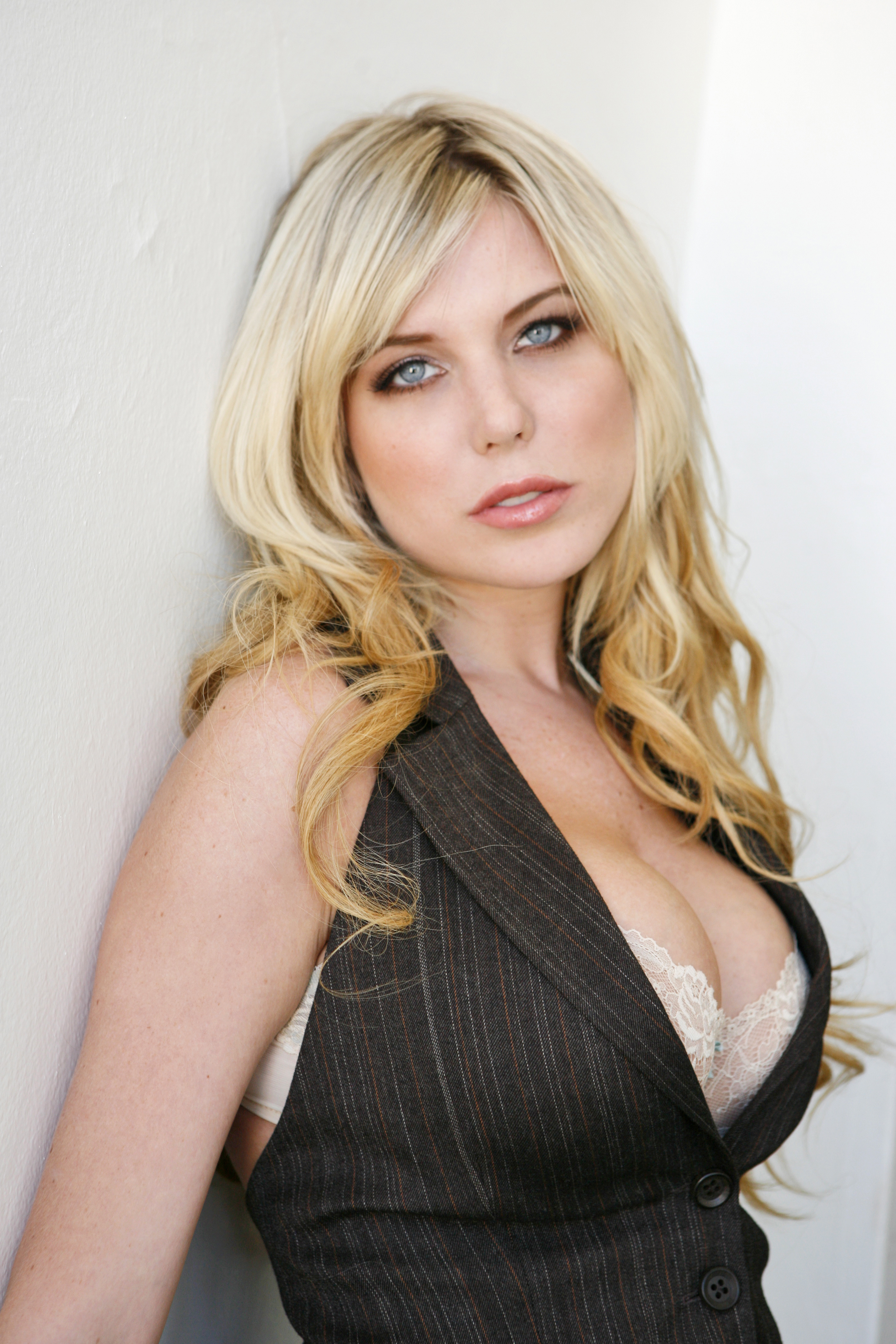
Alyssa Nicole Pallett in Los Angeles (2009)

Alyssa Nicole Pallett (* 8. Oktober 1985 in St. John’s, Neufundland) ist eine kanadische Schauspielerin und ein Glamour-Model in Großbritannien. Sie wurde von verschiedenen bekannten Fotografen wie zum Beispiel von dem französischen Vogue-Fotografen Patrick Demarchelier oder dem Playboy-Fotografen Josh Ryan abgelichtet.

## Leben und Karriere
Alyssa Nicole Pallett wuchs in Süd-Ontario auf. Sie studierte Filmproduktion an der New York Film Academy in London sowie New York City. Sie studierte auch Schauspiel in New York am The Stella Adler Conservatory. Sie war ein Glamour-Model in Großbritannien und lebt heute in New York als Schauspielerin. Sie studierte mit einer der branchenweit bekanntesten Schauspiel-Trainer, Susan Batson, die für das Coaching vieler hochrangiger Hollywood-Schauspieler, darunter Nicole Kidman und Harvey Keitel zuständig ist. Pallett sorgte mit ihrer 18 Monate währenden Affäre mit Peter Brant, einem Multimillionär und Ehemann von Stephanie Seymour für Schlagzeilen.
2006 wurde Pallett einem breiteren Publikum durch ihre Rolle als Porn Chick im fünften Teil der American-Pie-Reihe American Pie präsentiert: Nackte Tatsachen bekannt. 2008 unterzeichnete Pallett bei der britischen Agentur Samantha Bond Agency, die ihrerseits für die Entdeckung des britischen Glamour-Models „Jordan“ (bekannt als Katie Price) und für die BBC-Three-Serie Glamour Girls bekannt sind. 2009 trat sie in der US-amerikanischen Doku-Soap The Girls of the Playboy Mansion des Senders E! auf.

## Filmografie
- 2006: American Pie präsentiert: Nackte Tatsachen (American Pie Presents: The Naked Mile)
- 2009: Frankenpimp
- 2010: Vixen Highway 2006: It Came from Uranus!